# أنطون بيتر
أنطون بيتر (بالألمانية: Anton Petter) هو رسام نمساوي، ولد في 12 أبريل 1781 في فيينا في النمسا، وتوفي بنفس المكان في 14 مايو 1858.